# ダーリンは70歳
『ダーリンは70歳』（ダーリンは70さい）は西原理恵子による日本の漫画。『ビッグコミックスペリオール』（小学館）にて、2014年23号から連載中。原則、巻末にオールカラー4ページ掲載。

## 概要
本作は西原理恵子が高須克弥との交際を赤裸々に綴ったエッセイ漫画。
同誌での前連載である「西原理恵子の人生画力対決」で描かれた（画力対決ではない）身辺雑記が原型となっている。
高須の実年齢に併せて連載タイトルの年齢部分は毎年改題されており、単行本は高須の誕生日（1月22日）の直前に出される。
『ダーリンは70歳・高須帝国の逆襲』絶版を契機に雑誌連載の直後にある表3が高須クリニックの広告となり、2019年6月28日発売の第13号からは広告ページが西原による毎回描きおろしの漫画（広告漫画）となっている。そのため、事実上はオールカラー5ページ掲載である。

## 書誌情報
1. 『ダーリンは70歳』2016年1月20日発売[1][13]、ISBN 978-4-09-179208-2
2. 『ダーリンは71歳』2017年1月19日発売[14]、ISBN 978-4-09-179215-0
3. 『ダーリンは72歳』2018年1月19日発売[15]、ISBN 978-4-09-179243-3
4. 『ダーリンは73歳』2019年1月22日発売[16][17]、ISBN 978-4-09-179278-5
5. 『ダーリンは74歳』2020年1月22日発売[18][19]、ISBN 978-4-09-179325-6
6. 『ダーリンは75歳』2021年1月22日発売[20]、ISBN 978-4-09-179344-7
7. 『ダーリンは76歳』2022年1月21日発売[21]、ISBN 978-4-09-179370-6
8. 『ダーリンは77歳』2023年1月20日発売[22]、ISBN 978-4-09-179395-9
9. 『ダーリンは78歳』2024年1月22日発売[23]、ISBN 978-4-09-179475-8
10. 『ダーリンは79歳』2025年1月22日発売[24]、ISBN 978-4-09-179438-3

『ダーリンは74歳』からは前述の高須クリニック広告漫画も収録。

## スピンオフ作品
高須のインタビューや西原の描き下ろし漫画を収録した書籍で、高須と西原の共著となっている。発売時には高須の自腹で読売、朝日、毎日の全国紙3紙にオールカラーの広告が掲載される。
- ダーリンは70歳・高須帝国の逆襲（2016年5月25日発売、ISBN 978-4-09-179225-9）

同年5月28日には同書内に「不適切な表現」があるとして、出版元の小学館は回収を行うと共に高須に修正を依頼するが、高須は修正を拒否し、30日には絶版となった。後に電子書籍化されている。
- ダーリンは71歳・高須帝国より愛をこめて（2017年4月26日発売[28]、ISBN 978-4-09-179228-0）